# 罗伯特·胡伯纳
罗伯特·胡伯纳（德語：Robert Hübner，1948年11月6日—2025年1月5日），德国国际象棋棋手、特级大师。
1967年，18岁的胡伯纳就获得了西德国际象棋全国冠军。1969年，他获得了国际大师（IM）头衔。1971年，晋升为特级大师（GM）。他是20世纪70年代中期到80年代初世界上最顶尖的棋手之一，1980年他的排名达到了其生涯最高的世界第三。国际象棋开局尼姆佐-印度防御的胡伯纳变化（Hübner Variation，1.d4 Nf6 2.c4 e6 3.Nc3 Bb4 4.e3 c5 5.Bd3 Nc6 6.Nf3 Bxc3+）就是以他的名字命名的。
除国际象棋外，胡伯纳还是一位中国象棋棋手，也是世界上最强的非华裔象棋棋手之一。